# La cultura del Renacimiento en Italia

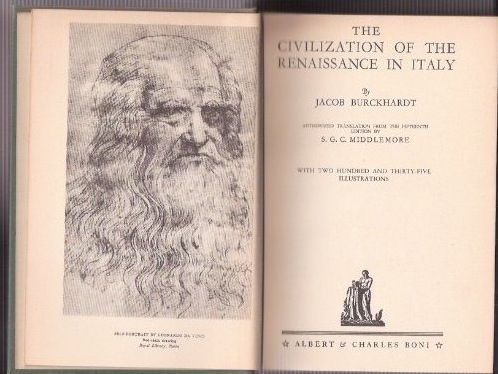
"La cultura del Renacimiento en Italia". Página del título de la Grosse Illustrierte Phaidon-Ausgabe

La cultura del Renacimiento en Italia (Die Kultur der Renaissance in Italien) es la obra más importante y reconocida de toda la producción del historiador suizo Jacob Burckhardt. Publicada en 1860, aplica su método de investigación histórica a la Italia del Renacimiento. El autor no usa documentos originales, sino que recurre a los ya usados por otros historiadores y los aplica a aspectos culturales. En 1869 se publicó una segunda edición todavía en vida del autor. El historiador Ludwig Geiger ayudó a actualizar las siguientes ediciones alemanas introduciendo modificaciones profundas a la obra. De ahí que en 1935 se fijara el texto, a modo de edición crítica, de la obra de Burckhardt.

## Contenido
Burckhardt piensa que lo más importante de una obra son las preguntas que se realiza el historiador, su manera de preguntarse. De las seis partes, solo la primera es de historia política, pero presenta al Estado como obra de arte, no lo plantea al estilo de Ranke. Con el Renacimiento surge una inmoralidad en la política, con lo que crece el individualismo, asociado a los estados, despreocupados por el individuo.
- La segunda parte, «Desarrollo del individuo» tiene un capítulo sobre el humor, que Ranke consideraría indigno, pero que es indispensable para la obra.
- Tercera parte, «El resurgir de la humanística».
- Cuarta parte: «Descubrimiento del mundo y del hombre», sobre los avances de la geografía.
- Quinta parte: «Fiestas y vida social».
- Sexta parte: «Costumbres y religión».